# Albino Friaça Cardoso
Albino Friaça Cardoso (Porciúncula, 20 d'octubre de 1924 - Itaperuna, 12 de gener de 2009) fou un futbolista brasiler de la dècada dels 50 que jugava de davanter.
De la seva carrera esportiva destacà principalment als clubs Vasco da Gama, São Paulo i Ponte Preta. Guanyà dos cops el campionat de Rio de Janeiro (1947, 1952), un de São Paulo (1949, on també fou màxim golejador) i un Campionat Sud-americà de clubs (1948).
Amb la selecció del Brasil participà en el Mundial de 1950, on perdé la final davant l'Uruguai en l'anomenat Maracanaço.

## Palmarès
Clubs
- Campionat Sud-americà de clubs de futbol: 1948
- Campionat carioca: 1945 i 1947
- Campionat paulista: 1949
- Torneio Municipal de Rio de Janeiro : 1946 i 1947
- Torneio Relâmpago de Rio de Janeiro : 1946

Selecció
- Finalista de la Copa del Món de Futbol de 1950
- Campionat Pan-americà de futbol: 1952
- Copa Rio Branco: 1947 et 1950
- Copa Oswaldo Cruz: 1950